# Тропічна хвороба (фільм)
«Тропічна хвороба» (тай. สัตว์ประหลาด, трансліт. Sud pralad, досл. «Чудовисько») — тайська романтично-психологічна драма 2004 року, поставлена режисером  Апічатпоном Вірасетакулом. Фільм став першим тайським фільмом, відібраним для офіційної конкурсної програми 57-го Каннського кінофестивалю 2004 року та першим тайським фільмом, який здобув на фестивалі Приз журі.
У березні 2016 року фільм увійшов до рейтингу 30-ти найвидатніших ЛГБТ-фільмів усіх часів, складеному Британським кіноінститутом (BFI) за результатами опитування понад 100 кіноекспертів, проведеного до 30-річного ювілею Лондонського ЛГБТ-кінофестивалю BFI Flare.

## Сюжет
Фільм складається з двох частин. У першій, реалістичній частині, розповідається про молодого солдата-рейнджера Кенга, який закохується в юнака Тона, чия сім'я живе на узліссі.
Друга частина — містична, сюжетною основою якої стала народна казка, переказ якої подається на початку серії, про могутнього шамана, який умів перетворюватися у різних тварин, віддаючи перевагу тигрові. У вигляді тварин він вештався лісом і бентежив односельців. Потім його убили, але дух не втратив можливості вселятися у тварин.
У селі, де живе Тонг, зникла корова. Кенг вирушає на пошуки і бачить у лісі голу, вкриту татуюваннями людину, яка незабаром зникає в заростях. Це і є той самий шаман з казки, точніше, його дух у плоті. Кенг довго переслідує шамана, заглиблюючись в лісові хащі. Чаклун намагається впливати на його сни. Мудра мавпа, що скаче по гілці, попереджає Кенга, що той вплутався в дивну гру: що Кенг, що шаман тепер мають по дві іпостасі — вони одночасно і мисливці, і жертви. Між ним і шаманом встановлюється зв'язок, їх вабить один до одного, і розв'язкою буде смерть. Якщо переможе тигр (шаман), то Кенг перейде у світ духів, якщо переможе Кенг, то шаман перейде у світ живих. Посеред ночі зіткнувшись з тигром, Кенг відчуває містичне одкровення: шаман виконує свою роботу, стаючи для Кенга посередником між світом живих і світом духів…

## У ролях
| Банлоп Ломної      | ···· | Кенг |
| Сакда Каєвбуадеє   | ···· | Тонг |
| Хуай Дессом        | ···· |      |
| Сірівеч Джареончон | ···· |      |
| Удом Промма        | ···· |      |

## Визнання
| Нагороди та номінації фільму «Тропічна хвороба» | Нагороди та номінації фільму «Тропічна хвороба» | Нагороди та номінації фільму «Тропічна хвороба»    | Нагороди та номінації фільму «Тропічна хвороба» | Нагороди та номінації фільму «Тропічна хвороба» | Нагороди та номінації фільму «Тропічна хвороба» |
| Рік                                             | Кінофестиваль/кінопремія                        | Категорія/нагорода                                 | Номінант                                        | Результат                                       |                                                 |
| ----------------------------------------------- | ----------------------------------------------- | -------------------------------------------------- | ----------------------------------------------- | ----------------------------------------------- | ----------------------------------------------- |
| 2004                                            | Каннський кінофестиваль                         | Золота пальмова гілка                              | Тропічна хвороба                                | Номінація                                       |                                                 |
| 2004                                            | Каннський кінофестиваль                         | Приз журі                                          | Тропічна хвороба                                | Перемога                                        |                                                 |
| 2004                                            | Міжнародний кінофестиваль у Чикаго              | Гран-прі Золотий Г'юго                             | Тропічна хвороба                                | Номінація                                       |                                                 |
| 2004                                            | Міжнародний кінофестиваль в Сан-Пауло           | Приз критиків                                      | Тропічна хвороба                                | Перемога                                        |                                                 |
| 2004                                            | Токійський кінофестиваль FILMeX                 | Гран-прі                                           | Апічапон Верасетакул                            | Перемога                                        |                                                 |
| 2005                                            | Міжнародний кінофестиваль в Індіанаполісі       | Спеціальний приз журі за режисуру                  | Апічапон Верасетакул                            | Номінація                                       |                                                 |
| 2005                                            | Сингапурський міжнародний кінофестиваль         | Спеціальний приз журі за найкращий азійський фільм | Тропічна хвороба                                | Перемога                                        |                                                 |
| 2005                                            | Туринський гей-лесбійський кінофестиваль        | Найкращий художній фільм                           | Тропічна хвороба                                | Перемога                                        |                                                 |